# Тейлор, Деннис (снукерист)
Де́ннис Те́йлор (англ. Dennis Taylor) (род. 19 января 1949 года) — североирландский бывший профессиональный игрок в снукер. Победитель знаменитого финала чемпионата мира 1985 и Гран-при 1984 года. Член Зала славы снукера с 2014 года.
Сейчас Тейлор живёт в городе Ллай (графство Рексем, Уэльс) и является комментатором снукерных матчей на канале BBC.

## Ранние годы
Тейлор начал увлекаться снукером, когда ему было 9 лет. В 14 он выиграл местный юниорский чемпионат, а в 1966 переехал в Ланкашир. Спустя два года Деннис победил на национальном первенстве среди игроков не старше 19 лет. Затем он некоторое время выступал на любительских соревнованиях и в ноябре 1972 стал профессионалом.

## Карьера
Первый матч на новом уровне Деннис сыграл в 1973. Это был чемпионат мира, и тогда он уступил в первом круге Клиффу Торбурну из Канады, 8:9. Он не смог квалифицироваться на первенство в следующем году, но в 1975 Тейлор достиг полуфинала и повторил это достижение в 1977. А ещё через два года североирландец стал на чемпионате вторым после неожиданного проигрыша дебютанту Терри Гриффитсу со счётом 16:24.
В 1984 Деннис снова стал полуфиналистом, на этот раз он уступил Стиву Дэвису. Как бы то ни было, после этого матча игра Тейлора улучшилась, и в сезоне 1984/85 он победил на турнире Rothmans Grand Prix, выиграв в финале у Торбурна, 10:2. Но ещё раньше этой победы Денниса постигло большое горе, когда умерла его мать.
Несмотря на эту беду, Тейлор всё же собрался и отлично провёл первенство мира 1985. Он во второй раз в карьере вышел в финал и втретился с практически непобедимым тогда Дэвисом. После первой сессии североирландец, казалось, уже досрочно проиграл всю встречу, так как Стив лидировал, 8:0, но ему удалось сделать невероятный скачок, сведя счёт сначала до 7:9, а под конец и до 15:17. Дэвису оставалось всего-то выиграть один фрейм, но Тейлор не сдался и свёл дело к контровой партии. Эта партия стала самой запоминающейся из всех, когда-либо сыгранных в истории современного снукера. Стив Дэвис был близок к победе при счёте 62-44, и в то время как ему оставалось забить один шар из четырёх на столе, Деннису требовалось собрать их все. Сначала он положил в лузу дальний коричневый, который, по мнению самого Тейлора, был «лучшим из всех ударов в жизни, сыгранных под давлением». Затем предстояли не менее сложные синий и розовый шары, которые, однако, тоже были забиты. Счёт стал 62-59 и судьба финала решалась в чёрном шаре. После нескольких неудачных ударов со стороны обоих соперников Дэвис решился на не очень сложную атаку и не забил шар, оставив его недалеко от лузы. Деннис подошёл, хорошо прицелился и забил. Он выиграл тот чемпионат, а Стив в послематчевом интервью на вопрос, как он себя чувствует, сказал одну из своих самых известных фраз: «Всё чёрно-белое». Тот финал прибавил Тейлору популярности, и когда он приехал в свой родной город с кубком чемпиона, целая толпа местных жителей встречала его. А спустя некоторое время североирландец стал появляться в различных телепередачах.
В следующем сезоне Деннис снова вышел в финал Гран-при чтобы защитить трофей, и снова ему противостоял Дэвис. Однако на сей раз Стив оказался сильнее него и выиграл, 10:9. На чемпионате мира Тейлора настигло знакомое всем чемпионам мира «проклятие Крусибла» — в первом же круге он проиграл Майку Халлетту, 6:10. Но Деннису удалось красиво победить на Мастерс 1987 года, когда он в последней партии обыграл своего земляка Алекса Хиггинса, 9:8, отставая по ходу матча 5:8. Всё в том же сезоне (1986/87) Тейлор одержал и три других победы — на Canadian Masters, Australian Masters и Irish Professional.
На командном Кубке мира в 1990 Хиггинс пригрозил застрелить Тейлора после проигрыша ирландской сборной Канаде в финальном матче. Тейлор принял угрозу всерьёз и в следующий раз, на турнире Irish Masters, где он вновь встретился с Алексом, как никогда был настроен на победу и выиграл. Среди зрителей на этом матче присутствовал юный Кен Доэрти. Деннис прошёл в финал, но эмоционально истощённый после матча с Хиггинсом проиграл Дэвису со счётом 4:9. Позднее он и Хиггинс помирились.
Затем дела пошли хуже, и более никаких соревнований Деннис не выигрывал, хотя и продолжал находиться на стабильно высоком уровне до середины 90-х.
Наконец, в 2000 году карьера знаменитого снукериста подошла к концу. Деннис ушёл из мэйн-тура, хотя продолжал выступать на различных турнирах для ветеранов и на чемпионатах мира по трикшотам.
За свою карьеру Деннис Тейлор прославился не только феерической победой на ЧМ-1985, но и своими очками, которые он надевал во время матчей: выпуклые и в огромной оправе, они, давали ему полный обзор стола. Тейлор даже спел одну строчку в песне «Snooker Loopy» группы Chas & Dave. Его словами было «потому что я ношу эти огромные очки».
- Видео «Snooker Loopy»

Будучи правшой, он также неплохо играл левой рукой.
В данное время Деннис Тейлор нередко появляется на британском телевидении для участия в различных шоу, а также комментирует матчи на BBC.

## Достижения в карьере
- Чемпионат мира победитель — 1985
- Чемпионат мира финалист — 1979
- Masters чемпион — 1987
- Irish Professional Championship победитель — 1980—1982, 1985—1987
- Rothmans Grand Prix чемпион — 1984
- Kit-Kat Break for World Champions победитель — 1985
- World Cup чемпион (в составе Ирландской команды) — 1985—1987
- Canadian Masters чемпион — 1987
- Carling Challenge (пригласительный) чемпион — 1987
- Matchroom Professional Championship — 1987
- Tokyo Masters (пригласительный) чемпион — 1987
- Чемпионат мира по артистическому снукеру победитель — 1997—1998